# Europs corticinus
Europs corticinus es una especie de coleóptero de la familia Monotomidae.

## Distribución geográfica
Habita en Chile.